# Atraphaxis compacta
Atraphaxis compacta är en slideväxtart som beskrevs av Carl Friedrich von Ledebour. Atraphaxis compacta ingår i släktet Atraphaxis och familjen slideväxter. Inga underarter finns listade i Catalogue of Life.